# Зеленское
Зеленско́е (Ба́биновичское) (бел. Зелянско́е, Бабінавіцкае; в русскоязычных источниках — также Зеленинское) — озеро в Лиозненском районе Витебской области Белоруссии. Относится к бассейну реки Лучоса. Находится в 25 км к юго-западу от городского посёлка Лиозно, у деревни Бабиновичи.
Площадь зеркала озера составляет 1,2 км², длина 2,4 км, наибольшая ширина 0,8 км. Длина береговой линии — 6,15 км. Наибольшая глубина — 4 м. Площадь водосбора — 346 км².
Котловина, вытянутая с северо-запада на юго-восток, обладает сложной формой и состоит из двух плёсов, соединённых узким проливом. Склоны котловины умеренно крутые, высотой 10—15 метров, распаханные, местами поросшие лесом и кустарником. Береговая линия слабоизвилистая, берега высокие, местами сливающиеся со склонами котловины.
Зеленское озеро проточное. Впадают две реки с одинаковым названием Узменка и река Верхита. Вытекает река Лучоса. Через реку Верхита и впадающий в неё ручей Зеленское связано с озером Ситно (Ситненское, Ситнянское) (бел. Сітна (Сітнянскае, Сітняцкае).
В Зеленском озере обитают щука, лещ, плотва, краснопёрка, окунь, линь, язь, густера и другие виды рыб.
Озеро входит в состав ландшафтного заказника республиканского значения «Бабиновичский».